# 康公 (魯)
康公（こうこう）は、魯の第32代君主。名は屯。共公の子で、共公の後を受けて魯国の君主となった。在位9年。